# Philomena Franz
Philomena Franz, geborene Köhler (* 21. Juli 1922 in Biberach an der Riß; † 28. Dezember 2022 in Rösrath) war eine deutsche Sintiza, Auschwitz-Überlebende, Zeitzeugin und Autorin.

## Leben
Philomena Franz wurde in eine Musikerfamilie hinein geboren, sie hatte sieben Geschwister. Ihr Vater Johann Köhler war Cellist, ihre Mutter Sängerin. Das Streichquartett, in dem ihr Großvater Johannes Haag Cello spielte, hatte 1906 als Sieger eines internationalen Wettbewerbs die „Goldene Rose“ aus der Hand des württembergischen Königs Wilhelm II. erhalten.
Das Leben der Familie war eng verbunden mit der Region Hohenzollern. Die Familie lebte in Rohrdorf, einem Dorf bei Meßkirch in Oberschwaben, bis sie 1935 oder 1937 ihr Haus verkaufte, um nach Bad Cannstatt umzuziehen, wo die große Familie ein in der Größe passenderes erwarb.
Bis 1938 hatten die Musiker der Familie Auftritte u. a. in der Liederhalle Stuttgart, im Lido in Paris und im Berliner Wintergarten. 1938 musste Philomena Franz wegen ihrer „rassischen“ Zugehörigkeit die Mädchenoberschule in Stuttgart verlassen.
Nachdem 1939 der „Festsetzungserlass“ gegen „Zigeuner“ in Kraft getreten war, wurden die Mitglieder der Familie erkennungsdienstlich erfasst und durften ihren Wohnort nicht mehr verlassen. Vorausgegangen war bereits – so die Erinnerung der Tochter Philomena –, dass der Familie bei einer Rückreise von Paris ihr Auto und alle Musikinstrumente abgenommen worden waren. Soweit arbeitsfähig hatten die Familienmitglieder im Rahmen des „Arbeitseinsatzes“ tätig zu werden, es war unmöglich geworden, den bisherigen Beruf weiter auszuüben. Philomena Franz arbeitete bei der Stuttgarter Firma Haga.
Von der Arbeit in dieser Firma wurde sie deportiert. Im Zigeunerlager Auschwitz-Birkenau wurde sie am 21. April 1944 mit der Häftlingsnummer Z 10.550 unter ihrem Mädchennamen registriert, für den 25. Mai 1944 ist ihr Weitertransport dort vermerkt. Im Mai/Juni 1944 wurde Philomena Franz in das KZ Ravensbrück eingeliefert und dort unter der Nummer 40.307 registriert.
Im Porajmos wurden ihre Eltern, Onkel, Neffen, Nichten und fünf ihrer sieben Geschwister ermordet. Einer ihrer überlebenden Brüder leistete Kriegsdienst in der Wehrmacht, bevor er verhaftet wurde. Ihr anderer Bruder Fritz verbrachte neben dem Gefängnis in Bad Cannstatt den Krieg bis zum Ende in diversen Konzentrationslagern.
Nach der Befreiung trat sie mit ihrem späteren Mann und ihrem Bruder wieder auf, so auch in Offizierkasinos der US-Streitkräfte und bei Veranstaltungen in Ansbach und in Tübingen.
Philomena Franz sah sich, wie ihre Schriften gerade auch in den Neuauflagen bezeugen, als eine „Zigeunerin“. In ihrer Autobiografie Zwischen Liebe und Haß ging sie davon aus, dass sie damit einer Bevölkerungsgruppe angehört, die grundlegend anders ist als die Umgebungsbevölkerung es sei („Wir denken anders. Wir fühlen anders.“) Damit vertrat sie eine traditionelle Auffassung, die sich mit überkommenen mehrheitsgesellschaftlichen Konstruktionen von einer antagonistischen Andersartigkeit des „zigeunerischen Wesens“ deckt und heute von vielen Roma abgelehnt wird.
Franz lebte eine Zeit lang in Bergisch Gladbach, wo ihr 2021 die Ehrenbürgerwürde verliehen wurde. Zuletzt war sie wieder zurück in ihren langjährigen Wohnort Rösrath gezogen.
Am 28. Dezember 2022 verstarb Philomena Franz. Der Bergisch Gladbacher Bürgermeister Frank Stein würdigte sie zu diesem Anlass mit folgenden Worten: „Auch im hohen Alter kämpfte Philomena Franz noch unermüdlich für Versöhnung und interkulturelles Miteinander. Sie vermittelte in vielfältiger Weise, dass Toleranz aus dem Herzen wachsen muss. Ich bin mir sicher, dass ihr Erbe tiefe Wurzeln schlagen wird, und ich wünsche mir sehr, dass es auch in Zukunft viele Menschen von ihrem Format gibt, die die Erinnerung nicht verblassen lassen und einen Zeitgeist prägen, der alle Menschen gemeinsam in Frieden miteinander leben lässt.“ Franz wurde am 9. Januar 2023 auf dem Kölner Westfriedhof beigesetzt.

## Zeitzeugin und Autorin
Ihr erstes Buch erschien 1982 und hatte den Titel Zigeunermärchen. Das mehrfach aufgelegte Buch ist für Kinder bestimmt, es enthält nicht nur von Philomena Franz erzählte Märchen, sondern beansprucht zugleich, in „Sitten und Gebräuche“ der „Zigeuner“ einzuführen. Es solle, so heißt es in der zu diesem Zeitpunkt noch wenig infrage gestellten Blickweise in einem Vorwort, „Verständnis für die fremdartigen Menschen wecken“.
In ihrem zweiten Buch Zwischen Liebe und Hass, Ein Zigeunerleben (1985) schreibt Franz ihre Biographie. Der unbeschwerten Jugend folgt das NS-Regime mit Schulverbot, Zwangsarbeit und die Deportation von Familienmitgliedern. Sie schildert ihre Zeit in Auschwitz sowie das „Weiterleben nach dem Nullpunkt“. Das Buch ist eins der ersten von Überlebenden des Porajmos.
Das dritte Buch, die Gedichtsammlung Tragen wir einen Blütenzweig im Herzen, wird sich immer wieder ein Singvogel darauf niederlassen, zeigt Philomena Franz als Dichterin. Ihre zweite autobiographische Schrift Stichworte schließt an die vorhergehende Prosa sowie Lyrik an. Das jüngste Buch heißt Wie die Wolken laufen.
In der Rolle der Zeitzeugin war Franz in Bildungseinrichtungen und Medien aktiv, so häufig in Schulen, Universitäten, aber auch in Talkshows und Radiosendungen. Der Anlass dafür seien für sie Diskriminierungserfahrungen ihres ältesten Sohns Anfang der 1960er Jahre in einer Kölner Schule gewesen. Ihr Sohn sei von Mitschülern als „Du dreckiger Zigeuner“ bezeichnet worden, dies sei auch der Grund gewesen, sich dem Thema „Zigeunermärchen“ zuzuwenden, die sie ebenfalls in Schulen vortrug. Da sie überlebt habe, habe sie die Verantwortung, ihre Erfahrungen als ein Opfer der NS-Verfolgung weiterzuvermitteln. Als gläubige Christin sei sie überzeugt gewesen, dass Gott sie habe überleben lassen, damit sie berichten könne.
Eine Rezeption als Autorin erlebte Philomena Franz mit ihrer autobiografischen Schrift Zwischen Liebe und Haß (1985) und gelegentlich mit Zigeunermärchen (1982). Der langjährig in der Bürgerbewegung für die Roma-Minderheit aktive Marburger Literaturwissenschaftler Wilhelm Solms zitiert sie als Zeitzeugin, nennt sie aber als Repräsentantin einer Roma-Literatur oder auch nur eingeschränkt auf Sinti-Literatur selbst unter der Rubrik „Zigeunermärchen“ nicht.
Der Bielefelder Literaturwissenschaftler Klaus-Michael Bogdal wertet zwar „die Märchen der Romvölker“ als Einstiegstexte in eine Schriftlichkeit der Minderheit und nennt dazu mehrere europäische Länder, die „Zigeunermärchen aus Ungarn“, den schwedischen Rom Dimitri Taikon sowie die Sintizza Franz. Er gibt ihr eine „vergleichbare Rolle“ mit Dimitri Taikon, er sieht allerdings in der Märchen-Literatur auch dieser beiden Erzähler nicht unbedingt „authentische Ausdrucksformen“. Diese Einschätzung verbindet ihn mit Solms. Bogdal ordnet Franz im Übrigen mit ihren autobiografischen Schilderungen als Zeitzeugin ein. Fälschlich bezeichnet er sie als „Schaustellerin“.
Die Romanistin Julia Blandfort betont die gemeinsame Zeitzeugen-Rolle von Franz, dem Sinto Otto Rosenberg und den beiden Wiener Lovara-Roma Ceija und Karl Stojka. Sie richteten mit ihren Erinnerungen einen Appell an die Mehrheitsgesellschaft, den Genozid an den europäischen Roma anzuerkennen. Auf die Märchen geht Blandfort nicht ein.
Die Germanistin Marianne C. Zwicker stellt Philomena Franz und die Lovariza Ceija Stojka nebeneinander, die sie beide mit ihren autobiografischen Texten der 1980er Jahre zum Holocaust als Pioniere der Roma-Erinnerungsliteratur sieht. Damit hätten sie große Bedeutung für die Entwicklung einer Roma-Identität („Romani identity“) gehabt. Franz’ Schrift habe über die therapeutische Funktion hinaus, die das Schreiben für sie gehabt habe, von der Mehrheitsgesellschaft Raum für die Minderheit in der deutschen wie Roma-Geschichte („space in German and Romani history“) geschaffen. Als „Romani woman“ habe Franz, die wie Otto Rosenberg oder Alfred Lessing stets ihre Sinti-Zugehörigkeit betont habe, mit der Vorlage ihrer Autobiografie verlangt, dass die Geschichte der ganzen verfolgten Minderheit gehört und geschrieben werde.
Im Januar 2015 war sie eine von 19 Überlebenden des KZ Auschwitz, deren Beiträge in die Titel-Reportage Die letzten Zeugen des Wochenmagazins Der Spiegel aufgenommen wurden.

## Auszeichnungen
- 1995: Bundesverdienstkreuz am Bande
- 2001: „Frauen Europas Deutschland 2001“ der Europäischen Bewegung Deutschland
- 2013: Verdienstorden des Landes Nordrhein-Westfalen[3]
- 2021: Ehrenbürgerwürde der Stadt Bergisch Gladbach[12]

## Schriften
- Zigeunermärchen. Europa-Union-Verlag, Bonn 1982. (3. Auflage Taschenbuch 1989). Auszug online
- Zwischen Liebe und Hass. Ein Zigeunerleben. Herder, Freiburg im Breisgau 1985, mehrere Auflagen; Neuausgabe: Books on Demand, Norderstedt 2001, ISBN 3-8311-1619-9.
- Tragen wir einen Blütenzweig im Herzen, so wird sich immer wieder ein Singvogel darauf niederlassen. Books on Demand, Norderstedt 2012.
- Stichworte. Books on Demand, Norderstedt 2016.
- Wie die Wolken laufen. Gabriele Schäfer Verlag, Herne 2017.